# Ingrid Rüütel
Ingrid Rüütel, född Ruus den 3 november 1935 i Tallinn, är en estnisk folklorist och filolog. Åren 2001–2006 var hon Estlands första dam som maka till den dåvarande presidenten Arnold Rüütel.